# 逍遥骑士
《逍遥骑士》（英語：Easy Rider）是1969年于美国上映的一部存在主义式公路电影，該電影質疑美國南方的保守思想。由丹尼斯·霍珀执导，彼得·方达以及杰克·尼克尔森等人主演。
讲述了两个车手驾车游历美国南部和西南部的经历。这部电影制作成本非常低，票房却出奇地好，收入将近是成本的150倍。由于该片的成功也使丹尼斯·霍柏日后继续执导其他电影。1998年，该片被美国国家电影保护局收藏。